# بايرون فولجر
بايرون فولجر (بالإنجليزية: Byron Foulger)‏ مواليد 27 أغسطس 1899 في أوغدن، الولايات المتحدة - الوفاة 4 أبريل 1970 في هوليوود، الولايات المتحدة، هو ممثل أمريكي بدأ مسيرته الفنية سنة 1920.

## الأعمال
- ديك تريسي
- عدد كبير جدا من الفائزين
- الوحش المغناطيسي

## روابط خارجية
- بايرون فولجر على موقع IMDb (الإنجليزية)
- بايرون فولجر على موقع روتن توميتوز (الإنجليزية)
- بايرون فولجر على موقع تيرنر كلاسيك موفيز (الإنجليزية)
- بايرون فولجر على موقع أول موفي (الإنجليزية)
- بايرون فولجر على موقع قاعدة بيانات برودواي على الإنترنت (الإنجليزية)
- بايرون فولجر على موقع قاعدة بيانات الفيلم (الإنجليزية)